# Hamburger
Hamburger je vrsta sendviča u okruglom pecivu, a ista riječ može se upotrijebiti i za kosani odrezak od goveđeg mesa koji se najčešće stavlja u pecivo prilikom izrade takvog sendviča. 
Mesnom odresku, koji je osnovni sastojak hamburgera, obično se pridodaje povrće poput zelene salate, luka i kiselih krastavaca, te razni umaci poput kečapa, gorušice ili majoneze, a popularni su i hamburgeri u kojima se ranije spomenutim sastojcima pridodaje i nekoliko krišaka sira. Hamburger sa sirom još se naziva i cheeseburger, jer na engleskom jeziku "cheese" znači sir.
Danas mnogi restorani brze hrane upravo na hamburgerima temelje većinu svoje prodaje, a često ih poslužuju u menijima s pomfritom ili nekim sličnim prilozima. 

## Podrijetlo riječi
Postoje mnoge suprotstavljene teorije o podrijetlu imena.
Jedna od teorija nastanka imena je da su hamburgeri dobili ime po njemačkom gradu Hamburgu, gdje je bilo uobičajeno staviti pečenu svinjetinu u klipić, a još jedna teorija govori da su se u Hamburgu komadići mesa slični odrescima u današnjim hamburgerima posluživali zajedno s okruglim pecivima. Riječ "Hamburger" u njemačkom se jeziku inače još može odnositi i na stanovnika Hamburga ili nešto što pripada Hamburgu.